# Takahashi Soya
Takahashi Soya (高橋 壮也 Takahashi Sōya, sinh ngày 29 tháng 2 năm 1996 ở Shimane) là một cầu thủ bóng đá người Nhật Bản thi đấu cho Sanfrecce Hiroshima.

## Sự nghiệp thi đấu
Takahashi Soya gia nhập J1 League champions Sanfrecce Hiroshima năm 2014.

## Thống kê câu lạc bộ
Cập nhật đến ngày 23 tháng 2 năm 2018.
| Thành tích câu lạc bộ | Thành tích câu lạc bộ | Thành tích câu lạc bộ | Giải vô địch | Giải vô địch | Cúp                   | Cúp                   | Cúp Liên đoàn | Cúp Liên đoàn | Châu lục | Châu lục  | Tổng cộng | Tổng cộng |
| Mùa giải              | Câu lạc bộ            | Giải vô địch          | Số trận      | Bàn thắng    | Số trận               | Bàn thắng             | Số trận       | Bàn thắng     | Số trận  | Bàn thắng | Số trận   | Bàn thắng |
| Nhật Bản              | Nhật Bản              | Nhật Bản              | Giải vô địch | Giải vô địch | Cúp Hoàng đế Nhật Bản | Cúp Hoàng đế Nhật Bản | J. League Cup | J. League Cup | AFC      | AFC       | Tổng cộng | Tổng cộng |
| --------------------- | --------------------- | --------------------- | ------------ | ------------ | --------------------- | --------------------- | ------------- | ------------- | -------- | --------- | --------- | --------- |
| 2014                  | Sanfrecce Hiroshima   | J1 League             | 0            | 0            | 0                     | 0                     | 0             | 0             | 0        | 0         | 0         | 0         |
| 2015                  | Sanfrecce Hiroshima   | J1 League             | 0            | 0            | 1                     | 0                     | 4             | 0             | –        | –         | 5         | 0         |
| 2016                  | Sanfrecce Hiroshima   | J1 League             | 2            | 0            | 0                     | 0                     | 0             | 0             | –        | –         | 2         | 0         |
| 2017                  | Sanfrecce Hiroshima   | J1 League             | 21           | 0            | 0                     | 0                     | 0             | 0             | –        | –         | 21        | 0         |
| Tổng cộng sự nghiệp   | Tổng cộng sự nghiệp   | Tổng cộng sự nghiệp   | 23           | 0            | 1                     | 0                     | 4             | 0             | 0        | 0         | 28        | 0         |